# Cerro Chaqui Mayu
Cerro Chaqui Mayu är ett berg i Bolivia.   Det ligger i departementet Chuquisaca, i den centrala delen av landet, 13 km väster om huvudstaden Sucre. Toppen på Cerro Chaqui Mayu är 3 651 meter över havet, eller 477 meter över den omgivande terrängen. Bredden vid basen är 10,6 km. Cerro Chaqui Mayu ingår i Serranías de Maragua.
Terrängen runt Cerro Chaqui Mayu är huvudsakligen kuperad. Runt Cerro Chaqui Mayu är det ganska tätbefolkat, med 72 invånare per kvadratkilometer.. Närmaste större samhälle är Sucre, 12,5 km öster om Cerro Chaqui Mayu. 
Omgivningarna runt Cerro Chaqui Mayu är i huvudsak ett öppet busklandskap.